# 香龙镇
香龙镇，是中华人民共和国重庆市合川区下辖的一个乡镇级行政单位。

## 沿革
- 清代境內有石龍場。
- 民國20年，設石龍鎮(繁，原石龍場)。
- 民國30年，設石龍鄉。
- 1951年3月，渭溪鄉、石龍鄉劃出部分增設流溪鄉。
- 1953年，相繼增設高塔鄉（1953年1月30日分石龍鄉置）、新建鄉（1953年3月分石龍鄉置）。
- 1956年1月，流溪鄉併入石龍鄉。
- 1958年9月，高塔、新建鄉併入石龍。
- 1959年，又增設新建。
- 1981年3月，新建改稱香爐。
- 1984年，石龍鄉更名蛟龍鄉。
- 1993年12月，原香爐鄉、蛟龍鄉合併設香龍鎮。

## 行政区划
香龙镇下辖以下地区：
石龙社区、枣梨村、大垭村、黑石村、黄桷村、金龙村、双龙村、青杠坪村、香炉村、九峰庙村、流溪河村和白塔寺村。
- 原蛟龍鄉轄曹場、尤樓、堰灣、簡埡、團灣、金龍、深溝、流溪、雙林、華家、黃桷、天成、高壩、岳灣、高塔、黑石16個行政村。
- 原香爐鄉轄臨江、洋房、銅鼓、九峰、棗梨、大埡6個行政村，駐地廖家墳。